# Іспанська школа верхової їзди
Іспанська школа верхової їзди (нім. Spanische Hofreitschule) — австрійський заклад, призначений для збереження класичної виїздки та дресирування ліпіцанерських коней, що базується у Відні, Австрія, чиї виступи в Гофбурзі також є туристичною визначною пам'яткою. Провідні коні та вершники школи також періодично гастролюють та виступають у всьому світі. Це одна з «Великої четвірки» найпрестижніших класичних академій верхової їзди у світі, нарівні з Cadre Noir, Португальською школою кінного мистецтва та Королівською андалузькою школою.

## Розташування

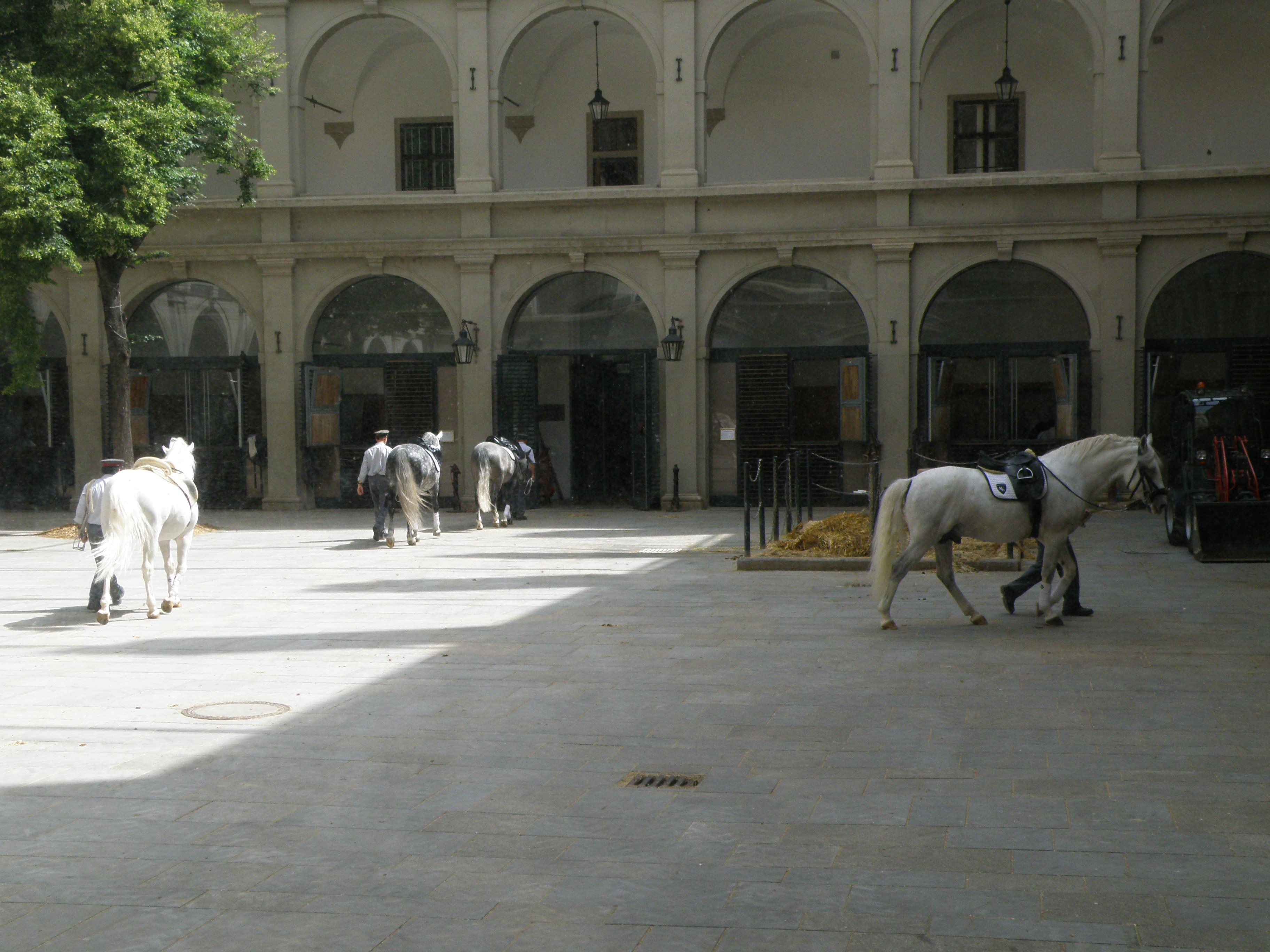
Коні ліпіцанери повертаються до стайні після тренування. Конюшні розташовані поруч з ареною Іспанської школи верхової їзди у Відні, Австрія, де виступають жеребці ліпіцанерів.

Іспанська школа верхової їзди розташована між Міхалерплац та Йозефсплац усередині Гофбурґу в центрі Відня. Вистави відбуваються в Зимовій школі верхової їзди, побудованій між 1729 і 1735 роками. Зимова школа верхової їзди — це манеж, залитий сонячним світлом, переважно білий із бежевим і світло-сірим, із портретом імператора Карла VI над королівською ложею і навпроти входу (якого вершники завжди вітають перед тим, як їхати), розміром 55 на 18 метрів (180 на 59 фут) і становить 17 метрів (56 фут) заввишки.
Іспанська школа верхової їзди також має літні стайні в Гельденберг—Вецдорф—Нижня Австрія. 68 жеребців-резидентів забираються туди в липні та серпні на сім тижнів, де вони утримуються у стайнях із загонами. У цей період коней не навчають, а натомість займаються кінним туризмом у сусідньому лісі.

## Історія

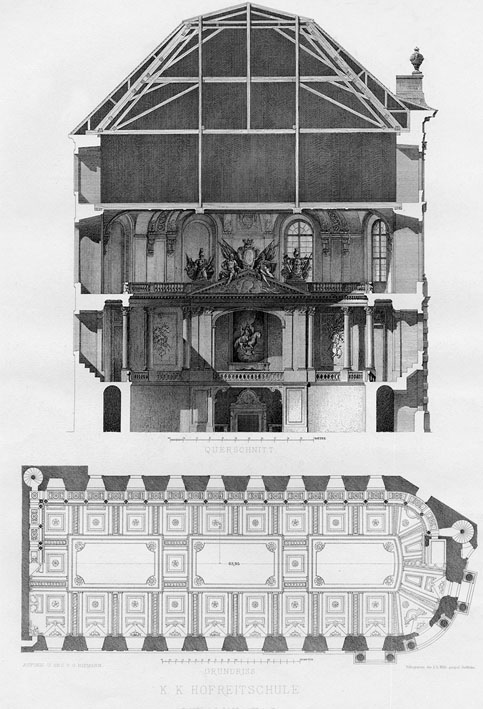
Зимова школа верхової їзди

Школа верхової їзди вперше була названа за часів Габсбурзької монархії в 1572 році, задовго до французького манежу Антуана де Плювінеля, і є найстарішою у своєму роді у світі. Записи свідчать, що дерев'яний манеж уперше ввели в експлуатацію в 1565 році, але лише в 1729 році імператор Карл VI доручив архітектору Йозефу Емануелю Фішеру фон Ерлаху побудувати білий манеж, який використовується і на сьогодні. До цього часу школа працювала з дерев'яної арени на Йозефсплац. Якийсь час манеж використовувався для різноманітних церемоній, але тепер він відкритий для відвідувачів, які можуть спостерігати за тренуванням та виступом жеребців.
Іспанська школа верхової їзди названа на честь іспанських коней, що становлять одну з основ ліпіцанерської породи, яка використовується виключно у школі. Нині коней, доставлених в Іспанську школу верхової їзди, розводять у Федеральному заводі Пібер, розташованому поблизу села Пібер у Західній Штирії, Австрія. Одним з оригінальних племінних заводів для виведення породи була Липиця (яка колись називалася Ліпіцца), поблизу Трієста в сучасній Словенії, що дало назву породі.
Іспанська школа верхової їзди має попередників у військових традиціях, що сягають ще Ксенофонта у Стародавній Греції, і, зокрема, військової верхової їзди постсередньовіччя, коли лицарі намагалися зберегти свою перевагу на полі бою, скидаючи важкі обладунки та навчаючись швидко і з легкістю маневрувати у великій складності на полі бою, де переважає вогнепальна зброя.
Традиційно ліпіцанерів у школі навчали та їздили верхи виключно чоловіки, хоча Іспанська школа верхової їзди стверджує, що ніколи не було офіційної заборони для жінок. У жовтні 2008 року дві жінки: 18-річна Соджорнер Моррелл із Великої Британії та 21-річна Ганна Цайтльгофер з Австрії склали вступні іспити та були прийняті на тренування як вершники у школі — перші жінки, які зробили це через 436 років.

## Методи
Методи, які використовує Школа верхової їзди, засновані Франсуа Робішоні де ла Геріньєром. Поширений міф, що рухи були розроблені для допомоги в бою; насправді вони використовувалися, щоб зміцнити тіло й розум бойового коня і зробити його вищим спортсменом, а не для нападу. Усі рухи засновані на тих природних, які здійснюються конем, коли він на свободі, за винятком одноразових змін.
Навчання жеребців проходить у три етапи:
1. Remontenschule: («їзда вперед») цей етап починається, коли коня вперше привезли до Іспанської школи верхової їзди у віці 4 років. Жеребця навчають сідла та стрибків, і починають випади, щоб навчити його засобів їзди, покращити його слухняність і зміцнити його м'язи для підготовки до вершника. Робота на довжину включає переходи між ходьбою, риссю і чвалом, а також зміну темпу у виїздці і триває 2–3 місяці до того, коли вершника коли-небудь садять на спину тварини. Після випадів кінь їздить на арені по прямій, щоб навчити його правильно реагувати на засоби їзди вершника під час верхової їзди. Основні цілі протягом цього часу — розвинути вільний рух вперед у звичайній (не зібраному чи розтягнутому) ході, із правильним контактом і на довгому поводі, а також почати культивувати прямолінійність. Крім того, тренування мало покращити силу та витривалість тварини, щоб підготувати його до наступного етапу.
2. Campagneschule: («школа кампанії») кінь зазвичай готовий до другого етапу після року їзди на першому етапі, хоча цей часовий проміжок завжди залежить від окремого коня. Молодих жеребців на цьому другому етапі завжди зводять із досвідченими вершниками, щоб запобігти розвитку шкідливих звичок через неправильну роботу. За цей час його навчають збору, і він їздить поворотами і колами на всіх швидкостях. Основна мета цієї фази — розвинути імпульсію, покращити природні темпи, сприяти самостійному перевезенню, зробити коня еластичним і гнучким, а також поступово розвинути м'язи коня. Кінь навчиться правильно згинатися в шиї, тулубі, а також холці, відповідно до його конформації. Саме в цей час відбувається основна частина тренувань, і кінь вчиться скорочувати і подовжувати свою ходу і виконувати бічні рухи, при цьому більша частина роботи відбувається риссю. Ця фаза вимагає найбільше часу з трьох, як правило, дві третини загального часу, необхідного для підготовки «готового» коня. Перед закінченням цього етапу жеребці знайомляться з подвійною вуздечкою, щоб удосконалити засоби керування вершником.
3. Hohe Schule: («старша школа» або пезада) на цьому етапі вершник поступово підштовхує коня до досконалості в прямолінійності, контакті, гнучкості, зборі та імпульсі, щоб покращити виїздку. Завдяки цій роботі, кінь навчиться виконувати деякі з найскладніших рухів, таких як пірует, пасаж, піаффе та одноразові зміни. Багато вправ, які вперше викладалися в школі Campaign, використовуються на цьому етапі, зосереджуючи увагу на якості роботи та використовують їх для викладання складніших вправ. Потім жеребців оцінюють, щоб визначити, чи годяться вони для вимогливої «пезади», останнього етапу їхнього навчання. Після того, як їх вибирають, коней навчають найбільш підхожого шкільного стрибка, спочатку на землі, а потім під сідлом.

Вершники теж ретельно навчаються. Спочатку вони працюють на випадах без стремен і поводів на добре навчених конях до 3 років, щоб навчитися збалансованої та незалежної посадки. Потім їм дозволяється керувати тваринами самостійно під наглядом досвідченого вершника, поки вони не зможуть виконувати рухи середньої школи. При інтенсивному навчанні це займе 2–4 роки. Потім вершнику дозволяється тренувати молодого жеребця від безперервної школи до середньої школи, процес, який зазвичай займає 4–6 додаткових років.

## Виступи
Виступи в Іспанській школі верхової їзди спочатку були представлені лише гостям Двору, а потім, коли вони нарешті були відкриті для широкого населення на рубежі століть, це було лише для особливих випадків. Однак після падіння Австро-Угорської імперії в 1918 році школа відкрила регулярні вистави для широкої публіки, щоб допомогти оплачувати її утримання.
Оригінальні виступи були досить короткими: головні вершники показували жеребцям рухи старшої школи, пезаду, роботу в руках і вправи на довгому поводі, а потім па-де-де (два коні в дзеркальному відображенні) і кадриль із чотирьох вершників завершала виступ.
Сьогодні програма розширилася. Вона починається з «Молодих жеребців», які нещодавно прибули з конезаводу в Пібері. Вони демонструють перший етап тренування, на якому кінь рухається вперед і приймає засоби керування вершником. Наступний розділ — «Усі кроки та рухи середньої школи», де чотири повністю навчені жеребці виконують кожен із рухів, які можна побачити в тесті з виїздки на Олімпійських Гран-прі, включаючи зміну польоту, пасаж, пірует і піаффе. Коні їздять на подвійній вуздечці, щоб продемонструвати свій високий рівень підготовки. Потім показують «па-де-де» із двома кіньми, які демонструють рухи старшої школи у дзеркальному відображенні.
Наступний розділ є «Робота в руки», щоб показати, як коні навчені для школи стрибків леваде, капріоль і курбет, усе в руках. Ця демонстрація включає роботу по діагоналі, стіні та між колонами. Усі жеребці носять трензель вуздечку, нахрапник, бічні поводи, деякі на короткій руці поводи, деякі з коротким випадом. Усі носять традиційне для школи біле сідло. Потім один жеребець працює «на довгому поводі», у якому повністю навчений ліпіцан виконує всі рухи, які йому потрібно зробити під сідлом. У цьому розділі кінь одягнений в червону вуздечку та червоний вальтрап (попона) із золотим гербом Австрійської імперії.
Далі йде «пезада»; усі коні під сідлом, а вершники не мають стремен. Рух здійснюється включають леваде, капріоль та курбет. Вистава завершується «Шкільною кадриллю», що складається з 8 вершників, які працюють стрімко на ходьбі, риссю та чвалом, із літаючими змінами, піруетами, напівпроходами та пасажами. Виїздка виконується під класичну музику. Шкільна кадриль Іспанської школи верхової їзди триває 20 хвилин, є найдовшою та найскладнішою у світі.

## Убрання та спорядження

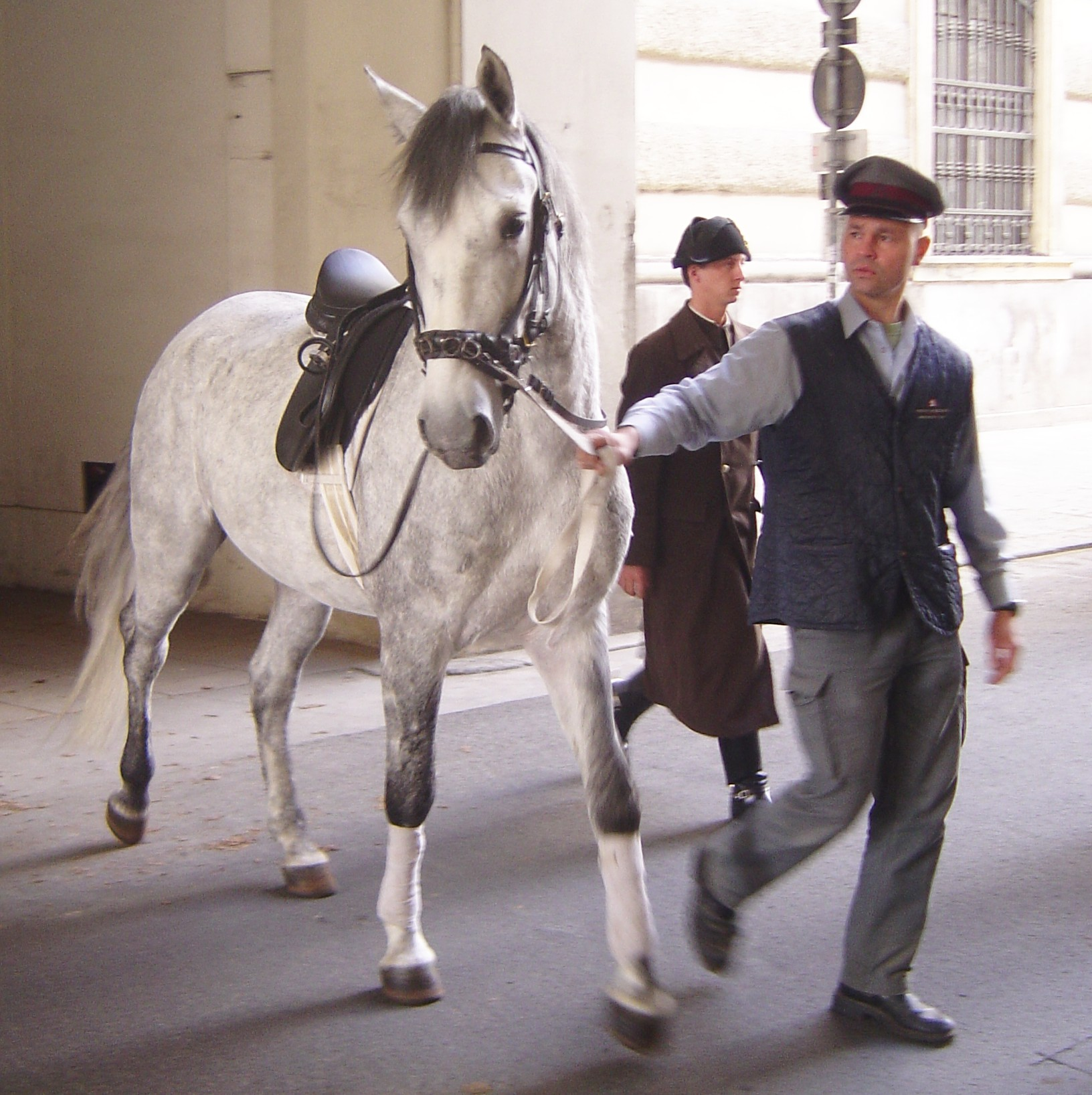
Молодий жеребець на шляху від навчання до стайні

Усі жокеї носять традиційну уніформу: коричневі фраки, двоуголка-стиль капелюхи, білі оленячі бриджі, білі замшеві рукавички і чорні чоботи для верхової їзди. Остроги лебединої шиї також є частиною уніформи. Уніформа у стилі ампір (у моді 1795—1820 рр.) залишалася відносно незмінною впродовж 200 років.
Під час виступів повністю навчені жеребці носять традиційний позолочений нагрудник і крупер, який називається Goldzeug. Вони також носять «шкільне сідло» кольору буланої масті і набагато частіше трапляється англійське сідло, яке використовується у школі під час навчання жеребців і вершників. Позолочені подвійні вуздечки використовуються тільки для виступів. Усі коні, за винятком молодих жеребців, носять під сідлом червоно-золоті або зелено-золоті вальтрапи або сідла. Червоний для «Усі кроки та рухи середньої школи», «Па-де-де», «На довгій шлейці», «Велике соло» та «Шкільна кадриль». Зелений використовується для «Роботи вручну» та «Пезади». Вальтрап також використовується для розрізнення статусу кожного вершника: у директора школи три золоті смуги і золота бахрома, у головних вершників три смуги і без бахроми, у вершників дві смуги, а у помічників вершників одна.
Молодих жеребці не виставляють у тому ж спорядженні, що і більш дорослі тварини. На них їздять на звичайній вуздечці та англійському сідлі у стилі виїздки. Для тренувань для всіх коней використовуються чорні вуздечки, як вуздечки для трензеля, так і подвійні вуздечки.
Коні чисті та доглянуті. Коні Capriole носять плетений хвіст, загорнутий коротко в «косу» (відомий в інших місцях як «грязьовий хвіст»), який закріплюється декоративним хвостовим мішком (Schweiftasche).

## Зображення на євро

Пам'ятна монета Австрії 2006 р. під час головування в ЄС

Іспанська школа верхової їзди була презентована в нещодавніх австрійських колекційних монетах: пам'ятній монеті австрійського головування в ЄС 2006 року у 5 євро, викарбуваної 18 січня 2006 року. На реверсі зображено Віденський імператорський палац Гофбурґ на площі Йозефсплац. У центрі — кінна статуя Йосифа II. Праворуч можна побачити крило Гофбурґа, де розташована Іспанська школа верхової їзди та Redoutensäle.